# Liste der Lieder der Böhsen Onkelz

Bandlogo

Die folgende Liste beinhaltet alle 240 veröffentlichten Lieder der deutschen Rockband Böhse Onkelz in alphabetischer Reihenfolge, inklusive Länge, Album und Erscheinungsjahr.

## #
| Titel                | Länge | Album                           | Jahr |
| -------------------- | ----- | ------------------------------- | ---- |
| ! (Instrumental)     | 1:47  | Onkelz wie wir …                | 1987 |
| 10 Jahre             | 4:13  | Es ist soweit                   | 1990 |
| 1000 Fragen          | 5:00  | Schwarz                         | 1993 |
| 11/97 (Instrumental) | 2:58  | Terpentin (Single)              | 1998 |
| 28 (Instrumental)    | 4:27  | Kneipenterroristen              | 1988 |
| 3’52 (Instrumental)  | 3:52  | Wir ham’ noch lange nicht genug | 1991 |
| 52 Wochen            | 3:18  | Memento                         | 2016 |
| 7 Tage ohne Sünde    | 2:57  | Böse Menschen – Böse Lieder     | 1985 |

## A
| Titel                    | Länge | Album                           | Jahr |
| ------------------------ | ----- | ------------------------------- | ---- |
| A.D.I.O.Z (Instrumental) | 5:12  | Adios                           | 2004 |
| Ach, Sie suchen Streit   | 3:11  | Wir ham’ noch lange nicht genug | 1991 |
| Alkohol                  | 2:22  | Der nette Mann                  | 1984 |
| Alles F.a.M.             | 3:38  | Weiß                            | 1993 |
| Am Morgen danach         | 3:42  | Onkelz wie wir …                | 1987 |
| Angst ist nur ein Gefühl | 4:38  | Heilige Lieder                  | 1992 |
| Auf die Freundschaft     | 4:09  | Memento                         | 2016 |
| Auf gute Freunde         | 5:18  | E.I.N.S.                        | 1996 |

## B
| Titel                                   | Länge | Album                       | Jahr |
| --------------------------------------- | ----- | --------------------------- | ---- |
| Baja (Instrumental)                     | 8:54  | Schwarz                     | 1993 |
| Benutz mich                             | 3:42  | Finde die Wahrheit (Single) | 1995 |
| Bin ich nur glücklich, wenn es schmerzt | 5:38  | Viva los Tioz               | 1998 |
| Böhse Onkelz (indiziert)                | 2:35  | Der nette Mann              | 1984 |
| Bomberpilot                             | 3:17  | Onkelz wie wir …            | 1987 |
| Bruno Baumann                           | 1:44  | Demotape                    | 1981 |
| Buch der Erinnerung                     | 4:37  | Heilige Lieder              | 1992 |
| Bullenschwein                           | 3:39  | Demotape                    | 1981 |

## C
| Titel         | Länge | Album                                             | Jahr |
| ------------- | ----- | ------------------------------------------------- | ---- |
| C’est la vie  | 4:24  | Ein böses Märchen … aus tausend finsteren Nächten | 2000 |
| Coz I Luv You | 3:55  | Keine Amnestie für MTV (Single)                   | 2002 |

## D
| Titel                                 | Länge | Album                                             | Jahr |
| ------------------------------------- | ----- | ------------------------------------------------- | ---- |
| Danke                                 | 3:22  | Ein böses Märchen … aus tausend finsteren Nächten | 2000 |
| Danke für nichts                      | 3:39  | Hier sind die Onkelz                              | 1995 |
| Danket dem Herrn                      | 4:05  | E.I.N.S.                                          | 1996 |
| Das ist mein Leben                    | 4:14  | Wir ham’ noch lange nicht genug                   | 1991 |
| Das ist mein Leben (Remix)            | 3:16  | Gehasst, verdammt, vergöttert … die letzten Jahre | 1994 |
| Des Bruders Hüter                     | 4:22  | Böhse Onkelz                                      | 2020 |
| Deutschland                           | 3:11  | Der nette Mann                                    | 1984 |
| Deutschland den Deutschen             | 2:17  | Demotape                                          | 1983 |
| Deutschland im Herbst                 | 4:34  | Weiß                                              | 1993 |
| Dick & Durstig                        | 2:12  | Onkelz wie wir …                                  | 1987 |
| Die Böhsen Onkelz geben sich die Ehre | 4:25  | Gehasst, verdammt, vergöttert … die letzten Jahre | 1994 |
| Diese Lieder …                        | 5:12  | Heilige Lieder                                    | 1992 |
| Dr. Martens Beat (indiziert)          | 2:05  | Der nette Mann                                    | 1984 |
| Du hasst mich! Ich mag das!           | 4:12  | Böhse Onkelz                                      | 2020 |
| Du kannst alles haben                 | 3:46  | Hier sind die Onkelz                              | 1995 |
| Dunkler Ort                           | 4:13  | Ein böses Märchen … aus tausend finsteren Nächten | 2000 |

## E
| Titel                                    | Länge | Album                                             | Jahr |
| ---------------------------------------- | ----- | ------------------------------------------------- | ---- |
| Eine dieser Nächte                       | 4:17  | Wir ham’ noch lange nicht genug                   | 1991 |
| Einmal                                   | 4:20  | Adios                                             | 2004 |
| Enie Tfahcstob rüf Ediona-RAP            | 3:48  | E.I.N.S.                                          | 1996 |
| Entfache dieses Feuer                    | 4:21  | Weiß                                              | 1993 |
| Entfache dieses Feuer (Remix)            | 3:15  | Gehasst, verdammt, vergöttert … die letzten Jahre | 1994 |
| Die Erinnerung tanzt in meinem Kopf      | 4:45  | Böhse Onkelz                                      | 2020 |
| Erinnerungen                             | 4:23  | Onkelz wie wir …                                  | 1987 |
| Erinnerungen (Neuaufnahme)               | 4:23  | Gehasst, verdammt, vergöttert … die letzten Jahre | 1994 |
| Erkennen Sie die Melodie                 | 4:07  | Schwarz                                           | 1993 |
| Das erste Blut                           | 3:52  | Wir ham’ noch lange nicht genug                   | 1991 |
| Es                                       | 4:33  | Weiß                                              | 1993 |
| Es ist sinnlos mit sich selbst zu spaßen | 4:40  | Memento                                           | 2016 |
| Es ist soweit                            | 4:46  | Es ist soweit                                     | 1990 |
| Es ist wie es ist                        | 2:54  | Ein böses Märchen … aus tausend finsteren Nächten | 2000 |
| Exitus                                   | 3:53  | Ein böses Märchen … aus tausend finsteren Nächten | 2000 |

## F
| Titel                        | Länge | Album                        | Jahr |
| ---------------------------- | ----- | ---------------------------- | ---- |
| Fahrt zur Hölle              | 3:33  | Weiß                         | 1993 |
| Falsche Propheten            | 3:59  | Onkelz wie wir …             | 1987 |
| Fang mich                    | 2:47  | Adios                        | 2004 |
| Festhallenjam                | 3:13  | 20 Jahre – Live in Frankfurt | 2001 |
| Feuer                        | 3:34  | Adios                        | 2004 |
| Finde die Wahrheit           | 4:03  | Hier sind die Onkelz         | 1995 |
| Die Firma                    | 4:18  | Dopamin                      | 2002 |
| Flammen                      | 4:14  | E.I.N.S.                     | 1996 |
| Flügel für dich              | 4:29  | Böhse Onkelz                 | 2020 |
| Frankreich ’84 (indiziert)   | 2:41  | Der nette Mann               | 1984 |
| Freddy Krüger                | 4:09  | Kneipenterroristen           | 1988 |
| Frei                         | 4:23  | Memento                      | 2016 |
| Freibier                     | 3:27  | Der nette Mann               | 1984 |
| Freitag Nacht                | 2:23  | Der nette Mann               | 1984 |
| Für immer                    | 5:38  | Weiß                         | 1993 |
| Fußball + Gewalt (indiziert) | 3:22  | Der nette Mann               | 1984 |

## G
| Titel                         | Länge | Album                                             | Jahr |
| ----------------------------- | ----- | ------------------------------------------------- | ---- |
| Ganz egal                     | 5:10  | Wir ham’ noch lange nicht genug                   | 1991 |
| Gehasst, verdammt, vergöttert | 3:06  | Heilige Lieder                                    | 1992 |
| Das Geheimnis meiner Kraft    | 3:49  | Viva los Tioz                                     | 1998 |
| Gesetze der Straße            | 4:02  | Mexico                                            | 1985 |
| Gesichter des Todes           | 4:34  | Ein böses Märchen … aus tausend finsteren Nächten | 2000 |
| Gestern war heute noch morgen | 3:50  | Heilige Lieder                                    | 1992 |
| Gott hat ein Problem          | 5:01  | Memento                                           | 2016 |
| Guten Tag                     | 4:31  | Kneipenterroristen                                | 1988 |
| Ein guter Freund              | 2:43  | Kneipenterroristen                                | 1988 |

## H
| Titel                             | Länge | Album                       | Jahr |
| --------------------------------- | ----- | --------------------------- | ---- |
| H                                 | 3:00  | Hier sind die Onkelz        | 1995 |
| Harakiri                          | 3:31  | Demotape                    | 1981 |
| Hass                              | 3:17  | Böse Menschen – Böse Lieder | 1985 |
| Hässlich                          | 2:27  | Danke für nichts            | 1997 |
| Hässlich, brutal und gewalttätig  | 3:08  | Böse Menschen – Böse Lieder | 1985 |
| Hass-tler                         | 4:24  | Adios                       | 2004 |
| Hast du Sehnsucht nach der Nadel? | 3:48  | Es ist soweit               | 1990 |
| Heilige Lieder                    | 4:44  | Heilige Lieder              | 1992 |
| Heut’ Nacht                       | 3:01  | Onkelz wie wir …            | 1987 |
| Heute trinken wir richtig         | 4:52  | Böse Menschen – Böse Lieder | 1985 |
| Hier sind die Onkelz              | 4:37  | Hier sind die Onkelz        | 1995 |
| Der Himmel kann warten            | 4:11  | Schwarz                     | 1993 |
| Hippies                           | 1:40  | Danke für nichts            | 1997 |
| Ein Hoch auf die Toten            | 4:19  | Böhse Onkelz                | 2020 |
| Der Hund den keiner will          | 3:30  | Böhse Onkelz                | 2020 |

## I
| Titel                                       | Länge | Album                                             | Jahr |
| ------------------------------------------- | ----- | ------------------------------------------------- | ---- |
| Ich                                         | 3:49  | Hier sind die Onkelz                              | 1995 |
| Ich bin du                                  | 3:38  | Schwarz                                           | 1993 |
| Ich bin in dir                              | 3:51  | Heilige Lieder                                    | 1992 |
| Ich bin in dir (Version 2001)               | 3:01  | Gestern war heute noch morgen                     | 2001 |
| Ich bin wie ich bin                         | 4:49  | Schwarz                                           | 1993 |
| Ich lieb’ mich                              | 1:24  | Demotape                                          | 1981 |
| Ich lieb’ mich (Neuaufnahme)                | 1:23  | Gehasst, verdammt, vergöttert … die letzten Jahre | 1994 |
| Ich mache, was ich will                     | 5:53  | Hier sind die Onkelz                              | 1995 |
| Ich mag                                     | 2:15  | Danke für nichts                                  | 1997 |
| Ich weiß wo du wohnst                       | 2:31  | Dopamin                                           | 2002 |
| Idiot                                       | 3:53  | Kill the Hippies – Oi                             | 1981 |
| Ihr hättet es wissen müssen                 | 5:21  | Adios                                             | 2004 |
| Ihr sollt den Tag nicht vor dem Abend loben | 4:20  | E.I.N.S.                                          | 1996 |
| Immer auf der Suche                         | 2:58  | Adios                                             | 2004 |
| In jedem Arm ’ne …                          | 4:26  | Mexico                                            | 1985 |
| Intro – Oratorium                           | 1:31  | Heilige Lieder                                    | 1992 |
| Irgendwas für nichts                        | 3:26  | Memento                                           | 2016 |

## J
| Titel                          | Länge | Album                           | Jahr |
| ------------------------------ | ----- | ------------------------------- | ---- |
| Ja, ja                         | 3:35  | Adios                           | 2004 |
| Je t’aime … (moi non plus)     | 3:46  | Keine Amnestie für MTV (Single) | 2002 |
| Jeder kriegt was er verdient   | 4:49  | Memento                         | 2016 |
| Jetzt oder nie                 | 4:01  | Dopamin                         | 2002 |
| Der Junge mit dem Schwefelholz | 7:43  | Memento                         | 2016 |

## K
| Titel                               | Länge | Album                                             | Jahr |
| ----------------------------------- | ----- | ------------------------------------------------- | ---- |
| Keine Amnestie für MTV              | 3:05  | Dopamin                                           | 2002 |
| Keine ist wie du                    | 3:13  | Es ist soweit                                     | 1990 |
| Keine Zeit                          | 3:15  | Dopamin                                           | 2002 |
| Keiner wusste, wie’s geschah        | 4:55  | Böse Menschen – Böse Lieder                       | 1985 |
| Kinder dieser Zeit                  | 3:04  | Adios                                             | 2004 |
| Kirche                              | 5:37  | E.I.N.S.                                          | 1996 |
| Knast                               | 5:44  | Ein böses Märchen … aus tausend finsteren Nächten | 2000 |
| Kneipenterroristen                  | 3:46  | Kneipenterroristen                                | 1988 |
| Koma – Eine Nacht die niemals endet | 4:57  | E.I.N.S.                                          | 1996 |
| Könige für einen Tag                | 4:09  | Lügenmarsch                                       | 1989 |
| Kuchen und Bier                     | 4:30  | Böhse Onkelz                                      | 2020 |

## L
| Titel                     | Länge | Album                                             | Jahr |
| ------------------------- | ----- | ------------------------------------------------- | ---- |
| Lack + Leder              | 4:13  | Kneipenterroristen                                | 1988 |
| Ein langer Weg            | 4:20  | Heilige Lieder                                    | 1992 |
| Lass mich gehn            | 4:01  | Adios                                             | 2004 |
| Lasst es uns tun          | 3:15  | Hier sind die Onkelz                              | 1995 |
| Das Leben ist ein Spiel   | 4:01  | Es ist soweit                                     | 1990 |
| Leere Worte               | 4:23  | Viva los Tioz                                     | 1998 |
| Leiden                    | 3:58  | Es ist soweit                                     | 1990 |
| Lieber stehend sterben    | 4:00  | Weiß                                              | 1993 |
| Lt. Stoned (Instrumental) | 3:12  | Wir ham’ noch lange nicht genug                   | 1991 |
| Lüge                      | 3:43  | Ein böses Märchen … aus tausend finsteren Nächten | 2000 |
| Lügenmarsch               | 4:26  | Lügenmarsch                                       | 1989 |

## M
| Titel                                   | Länge | Album                                             | Jahr |
| --------------------------------------- | ----- | ------------------------------------------------- | ---- |
| Mach’s dir selbst                       | 3:31  | Memento                                           | 2016 |
| Macht für den der sie nicht will        | 4:32  | Dopamin                                           | 2002 |
| Mädchen (indiziert)                     | 2:22  | Der nette Mann                                    | 1984 |
| Markt und Moral                         | 3:55  | Memento                                           | 2016 |
| Matapalo – Parte Dos (Instrumental)     | 3:02  | Viva los Tioz                                     | 1998 |
| Matapalo – Parte Uno (Instrumental)     | 3:18  | Viva los Tioz                                     | 1998 |
| Meister der Lügen                       | 4:22  | E.I.N.S.                                          | 1996 |
| Ein Mensch wie du und ich               | 1:49  | Böse Menschen – Böse Lieder                       | 1985 |
| Ein Mensch wie du und ich (Neuaufnahme) | 1:41  | Gestern war heute noch morgen                     | 2001 |
| Das Messer und die Wunde                | 3:17  | Schwarz                                           | 1993 |
| Mexico                                  | 4:14  | Mexico                                            | 1985 |
| Mexico (Neuaufnahme)                    | 2:50  | Gehasst, verdammt, vergöttert … die letzten Jahre | 1994 |
| Mutier mit mir                          | 4:09  | Dopamin                                           | 2002 |
| My Generation                           | 2:58  | Onkelz vs. Jesus (Single)                         | 2004 |

## N
| Titel                            | Länge | Album                                             | Jahr |
| -------------------------------- | ----- | ------------------------------------------------- | ---- |
| Nach allen Regeln der Sucht      | 5:05  | Memento                                           | 2016 |
| Narben                           | 4:21  | Dopamin                                           | 2002 |
| Nekrophil                        | 4:01  | Es ist soweit                                     | 1990 |
| Nenn’ mich wie du willst         | 4:22  | Heilige Lieder                                    | 1992 |
| Nenn’ mich wie du willst (Remix) | 3:29  | Gehasst, verdammt, vergöttert … die letzten Jahre | 1994 |
| Nennt mich Gott                  | 4:13  | Böse Menschen – Böse Lieder                       | 1985 |
| Der nette Mann                   | 2:58  | Der nette Mann                                    | 1984 |
| Neue deutsche Welle              | 2:33  | Demotape                                          | 1981 |
| Nichts ist für die Ewigkeit      | 5:33  | Es ist soweit                                     | 1990 |
| Nichts ist für immer da          | 5:27  | Hier sind die Onkelz                              | 1995 |
| Nichts ist so hart wie das Leben | 3:44  | E.I.N.S.                                          | 1996 |
| Nie wieder                       | 4:16  | Kneipenterroristen                                | 1988 |
| Noreia                           | 3:24  | Heilige Lieder                                    | 1992 |
| Nr. 1                            | 3:53  | Dopamin                                           | 2002 |
| Nur die Besten sterben jung      | 3:58  | Wir ham’ noch lange nicht genug                   | 1991 |
| Nur wenn ich besoffen bin        | 3:53  | Dopamin                                           | 2002 |

## O
| Titel            | Länge | Album                                             | Jahr |
| ---------------- | ----- | ------------------------------------------------- | ---- |
| Ohne mich        | 5:49  | Viva los Tioz                                     | 1998 |
| Oi, Oi, Oi       | 1:24  | Demotape                                          | 1982 |
| Onkelz 2000      | 4:12  | Ein böses Märchen … aus tausend finsteren Nächten | 2000 |
| Onkelz vs. Jesus | 3:31  | Adios                                             | 2004 |
| Onkelz wie wir   | 4:09  | Onkelz wie wir …                                  | 1987 |

## P
| Titel                               | Länge | Album                                             | Jahr |
| ----------------------------------- | ----- | ------------------------------------------------- | ---- |
| Panamericana (Instrumental)         | 6:12  | Ein böses Märchen … aus tausend finsteren Nächten | 2000 |
| Paradies                            | 3:37  | Es ist soweit                                     | 1990 |
| Der Platz neben mir (Part I und II) | 10:41 | Viva los Tioz                                     | 1998 |
| Prawda                              | 4:14  | Böhse Onkelz                                      | 2020 |
| Der Preis des Lebens                | 7:04  | Viva los Tioz                                     | 1998 |
| Prinz Valium                        | 2:47  | Adios                                             | 2004 |
| Prinz Valium (Instrumental)         | 3:26  | Onkelz vs. Jesus (Single)                         | 2004 |
| Das Problem bist du                 | 3:51  | Hier sind die Onkelz                              | 1995 |
| Prolog                              | 0:34  | Böhse Onkelz                                      | 2020 |

## R
| Titel                 | Länge | Album              | Jahr |
| --------------------- | ----- | ------------------ | ---- |
| Das Rätsel des Lebens | 3:36  | Schwarz            | 1993 |
| Regen                 | 8:41  | E.I.N.S.           | 1996 |
| Religion              | 3:44  | Kneipenterroristen | 1988 |
| Religion (Demo)       | 1:47  | Danke für nichts   | 1997 |
| Rennt!                | 4:46  | Böhse Onkelz       | 2020 |

## S
| Titel                                             | Länge | Album                                             | Jahr |
| ------------------------------------------------- | ----- | ------------------------------------------------- | ---- |
| Saufen ist wie Weinen                             | 4:28  | Böhse Onkelz                                      | 2020 |
| Scheiße passiert                                  | 4:27  | Viva los Tioz                                     | 1998 |
| Scheißegal                                        | 2:36  | Heilige Lieder                                    | 1992 |
| Schließe deine Augen (und sag’ mir was du siehst) | 5:28  | Heilige Lieder                                    | 1992 |
| Schöne neue Welt                                  | 4:38  | Weiß                                              | 1993 |
| Schöner Tag                                       | 3:17  | Onkelz wie wir …                                  | 1987 |
| Schöner Tag (alte Version)                        | 2:20  | Kill the Hippies – Oi                             | 1981 |
| Der Schrei nach Freiheit                          | 3:45  | Heilige Lieder                                    | 1992 |
| Schutzgeist der Scheiße                           | 4:47  | Ein böses Märchen … aus tausend finsteren Nächten | 2000 |
| Sie hat ’nen Motor                                | 2:57  | Weiß                                              | 1993 |
| Signum des Verrats                                | 4:47  | Böse Menschen – Böse Lieder                       | 1985 |
| Signum des Verrats (Neuaufnahme)                  | 4:28  | Dunkler Ort (Single)                              | 2000 |
| Singen und Tanzen                                 | 2:34  | Der nette Mann                                    | 1984 |
| So geht’s dir (Deine Hölle)                       | 3:10  | Schwarz                                           | 1993 |
| So sind wir                                       | 3:45  | Kneipenterroristen                                | 1988 |
| So sind wir (Neuaufnahme)                         | 3:42  | Kneipenterroristen - Neuaufnahme                  | 2018 |
| Sowas hat man …                                   | 5:01  | Adios                                             | 2004 |
| SS-Staat                                          | 1:49  | Kill the Hippies – Oi                             | 1981 |
| Stand der Dinge                                   | 5:13  | Dopamin                                           | 2002 |
| Stöckel und Strapse                               | 3:08  | Mexico                                            | 1985 |
| Stolz                                             | 2:34  | Der nette Mann                                    | 1984 |
| Stolz (schnelle Version)                          | 2:42  | Mexico                                            | 1985 |
| Stunde des Siegers                                | 4:59  | Böse Menschen – Böse Lieder                       | 1985 |
| Superstar                                         | 2:30  | Adios                                             | 2004 |

## T
| Titel                            | Länge | Album              | Jahr |
| -------------------------------- | ----- | ------------------ | ---- |
| Tanz auf deinem Grab             | 2:14  | Der nette Mann     | 1984 |
| Tanz der Teufel                  | 4:11  | Kneipenterroristen | 1988 |
| Terpentin                        | 3:57  | Viva los Tioz      | 1998 |
| Das Tier in mir                  | 4:10  | Mexico             | 1985 |
| Tribute to Stevie (Instrumental) | 1:51  | Weiß               | 1993 |
| Türken raus (indiziert)          | 2:58  | Demotape           | 1981 |

## U
| Titel          | Länge | Album | Jahr |
| -------------- | ----- | ----- | ---- |
| Überstimuliert | 3:59  | Adios | 2004 |

## V
| Titel            | Länge | Album                | Jahr |
| ---------------- | ----- | -------------------- | ---- |
| Vereint          | 3:01  | Der nette Mann       | 1984 |
| Viel zu jung     | 3:58  | Hier sind die Onkelz | 1995 |
| Viva los Tioz    | 3:56  | Viva los Tioz        | 1998 |
| Von Glas zu Glas | 2:25  | Onkelz wie wir …     | 1987 |

## W
| Titel                                         | Länge | Album                                             | Jahr |
| --------------------------------------------- | ----- | ------------------------------------------------- | ---- |
| Was kann ich denn dafür                       | 2:39  | Böse Menschen – Böse Lieder                       | 1985 |
| Weiß                                          | 4:42  | Finde die Wahrheit (Single)                       | 1995 |
| Weit weg                                      | 5:20  | Viva los Tioz                                     | 1998 |
| Wenn du einsam bist                           | 4:14  | Es ist soweit                                     | 1990 |
| Wenn du wirklich willst                       | 5:45  | Viva los Tioz                                     | 1998 |
| Wenn wir einmal Engel sind                    | 4:00  | Schwarz                                           | 1993 |
| Wer nichts wagt, kann nichts verlieren        | 3:42  | Hier sind die Onkelz                              | 1995 |
| Wer schön sein will muss lachen               | 5:41  | Böhse Onkelz                                      | 2020 |
| Wie aus der Sage                              | 5:13  | Böhse Onkelz                                      | 2020 |
| Wie kann das sein                             | 3:16  | Dopamin                                           | 2002 |
| Wie tief willst du noch sinken                | 5:14  | E.I.N.S.                                          | 1996 |
| Wieder mal ’nen Tag verschenkt                | 4:07  | Wir ham’ noch lange nicht genug                   | 1991 |
| Wieder mal ’nen Tag verschenkt (Version 2001) | 3:39  | Gestern war heute noch morgen                     | 2001 |
| Wilde Jungs                                   | 4:10  | Es ist soweit                                     | 1990 |
| Willkommen                                    | 3:08  | Weiß                                              | 1993 |
| Wir bleiben                                   | 3:44  | Wir bleiben (Single)                              | 2015 |
| Wir ham’ noch lange nicht genug               | 4:52  | Wir ham’ noch lange nicht genug                   | 1991 |
| Wir schreiben Geschichte                      | 4:02  | Heilige Lieder                                    | 1992 |
| Wir sind immer für euch da                    | 4:01  | Wir ham’ noch lange nicht genug                   | 1991 |
| Wir sind nicht allein                         | 4:22  | Wir ham’ noch lange nicht genug                   | 1991 |
| Wo auch immer wir stehen                      | 6:38  | Memento                                           | 2016 |
| Worte der Freiheit                            | 5:28  | Schwarz                                           | 1993 |
| Worte der Freiheit (Remix)                    | 5:40  | Gehasst, verdammt, vergöttert … die letzten Jahre | 1994 |
| Das Wunder der Persönlichkeit                 | 5:15  | Weiß                                              | 1993 |

## Z
| Titel                  | Länge | Album                                             | Jahr |
| ---------------------- | ----- | ------------------------------------------------- | ---- |
| Zeig’ mir den Weg      | 3:57  | Wir ham’ noch lange nicht genug                   | 1991 |
| Zeit zu geh’n          | 3:47  | E.I.N.S.                                          | 1996 |
| Zieh’ mit den Wölfen   | 4:08  | Wir ham’ noch lange nicht genug                   | 1991 |
| Zu nah an der Wahrheit | 6:19  | E.I.N.S.                                          | 1996 |
| Zuviel                 | 5:11  | Ein böses Märchen … aus tausend finsteren Nächten | 2000 |